# João Vilhena
Joao Vilhena, (Lisboa), é um dos mais singulares media artists portugueses da actualidade. Estudou escultura e pintura na escola de arte de Lisboa Ar.Co, onde já se destacava pela qualidade dos seus projectos, postura ética no trabalho e na forma como lidava com os seus colegas. A maioria do trabalho de Vilhena está relacionado com o cinema, a literatura e as artes visuais, recorrendo a uma grande variedade de meios, como a pintura, a escultura, a fotografia e o vídeo. Trabalha com John Frey em 2012 explorando a técnica do fundada Sanford Meisner (1905-1997) no sentido de aprender junto de Frey, que aprendeu ainda como discípulo directo de Meisner.

## Obra/Críticas
No livro "Joao Vilhena" (Assírio & Alvim, 2002), Luiz Francisco Rebello escreve: "A arte de Joao Vilhena é uma arte, ao mesmo tempo visível e escondida, que indaga em nós, perturba e nos provoca, retornando para nós intacto o gosto bêbado da descoberta. Apetece dizer, parafraseando Pessoa: 'Sinta-se? Aquele que vê sente.'". No mesmo livro e a propósito da exposição apresentada no museu de Arte Contemporânea do Funchal, o crítico de arte Alexandre Melo escreve: "O que o artista tem de decidir, para se apresentar e ser socialmente compreendido enquanto artista, é qual é a versão de si próprio ou quais são as versões de si próprio que quer assumir, enquanto artista, perante os seus públicos. A decisão pode tomar, por exemplo, a forma extrema da exacerbação hiperbólica da expressão da subjectividade ou, para citar um outro exemplo extremo, simétrico, a forma da crítica e denegação da autoridade individual através de uma pretensa crítica da noção tradicional de autor. A opção de João Vilhena é outra, menos óbvia e menos simplificadora, e joga-se no registo da encenação, para nos mantermos no âmbito do paradigma teatral."  No livro editado pela Galeria e editora Bores & Mallo em 2002, Fernando Castro Florez escreve: "Insisto em que Vilhena com suas imagens (elipticamente) anuncia eventos ligados a rituais sacrificiais de purificação, daí a atenção para banheiras ou molduras, mas também pratica uma pintura reduccionista, onde esquematiza o lugar da higoiene pessoal ou melhor, o sarcófago 'minimalista'. Lyotard  falou da fórmula pós-moderna, num conflito imaginário, como uma resposta ao deixar em suspenso, não excluindo que haja algo de Outro 'algo de falta e algo de desejo', elementos que estão presentes, estruturalmente, no trabalho de Vilhena." 
Em 2013 a Fundação Arpad Szenes – Vieira da Silva referiu-se à obra "American Psycho" de Joao Vilhena, pertencente à colecção de Luís e Saphira Serpa como "autorrepresentação contemporânea como de transgressão e de provocação, que usa o autorretrato como media e como via de pesquisa per se, independente, como é notório em Nan Goldin, João Vilhena ou Michèle Sylvander, entre outros." Esta obra do artista encontra-se igualmente representada no Colecção da Fundação Calouste Gulbenkian desde 2003.
A respeito das obras de "Beach Series" que o artista fez em 2013 a revista Umbigo Magazine escreveu "Tendo trabalhado anteriormente com representação de corpos encenados de acordo com referências literárias, teatrais, e da cultura plástica contemporânea, nesta série encontramos corpos sem pose, vistos de cima e sem que os mesmos se confrontem com o registo. A naturalidade de uma representação é também ponto de vista."  A mesma revista escreveu também a respeito da "Autumn Seascape Series 2013" onde o artista mostra a sua objectividade "recorrendo a uma estratégia de montagem de “layers”, situações são criadas ao tom de Outono variando o percurso de fotografia com uma frequência minimalista para o surrealismo. Estes surgem através da sobreposição de imagens de praia e relacionamento de escalas entre os corpos presentes. Cada imagem é aquilo que o espectador decide procurar ou ver remontando ao automatismo condicionado da nossa percepção."
Em 2014 Joao Vilhena apresenta a exposição "E/O" - "Eu é Outros" (em Inglês "I/O") onde são mostrados 32 auto-retratos (selfies como auto-representação) onde aparece em pinturas clássicas. Uma particularidade importante foi a utilização exclusiva de um iPhone para fotografar e criar estas obras. Esta exposição foi reconhecida como mais um marco importante na carreira de Joao Vilhena, tendo tido lugar na Galeria Luís Serpa Projectos com o comissariado de António Cerveira Pinto.
Em 2015 a série "Timeline" mostrou novamente um corpo de trabalho forte e apoiado por críticos e media. Apresentada no Palácio Nacional de Mafra, é composta por 12 esculturas que mostram um olhar do artista sobre a história de arte do século XX até à actualidade (uma escultura por década) tendo continuidade ao serem feitas no mesmo material recorrendo à matemática e ao minimalismo.
Em 2016 a sua obra "Chromafactory.com"  coloca new media art no espaço público, homenageando os trabalhadores da antiga fábrica agora desocupada e em ruínas numa reflexão ente o real e o fazer do gesto de pintar. Segundo Filippo de Tomasi (comissário da exposição e investigador do artista) “A obra CHROMAFACTORYONLINE.COM propõe alterar, desconstruir e remontar o espaço industrial, abrindo novas realidades. Através da utilização prévia do dispositivo Chroma Key, o artista realizou diferentes elementos verdes no espaço, que criam uma interferência visual que se mistura com a arquitetura do edifício. Estas grandes manchas de tinta verde, à primeira vista fragmentárias e dispersas, recompõem-se em quadros num ponto preciso da sala: efeito criado pela pintura anamórfica. O visitante pode sentar-se e visualizar os retângulos. No entanto, com o auxilio do QR Code ou do tablet disponibilizado, consegue visualizar a reconstrução digital realizada pelo artista. No vídeo, quatro pessoas interagem com os quadrados, entram neles e multiplicam-se: aciona-se um jogo de espelhos que estabiliza a percepção do visitante e quebra os limites físicos do espaço do edifício. Ao interagir com as obras artísticas de João Vilhena apresenta-se aos nossos olhos e sentidos uma outra perspectiva que nos transporta para além do real." 

## Estudos e cursos
Começou por fazer curso de verão de desenho no Ar.Co Centro de Arte e Comunicação Visual. Depois fez um curso intensivo de Iluminação e Câmera na Logomedia Produções Audiovisuais até fazer depois o Curso de Pintura, Curso de Escultura e Curso Avançado em Arte no Centro de Arte e Comunicação Visual. Fez um workshop com Wayne Mcgregor na Fundação Calouste Gulbenkian (Body Mediated by Tecnology)e um Curso de Acting com John Frey sobre "O método de Meisner". Também iniciou frequência de estudos para medicina na Universidade de East Anglia no Reino Unido.

## Exposições individuais
- 2002  Galeria Presença, Porto (Cat.)[22]
- 2002  Livraria Assirío & Alvim, Lisboa (Cat.)[22]
- 2002  Museu de Arte Contemporânea Forte de Santiago, Funchal (Cat.)[22]
- 2002  Galeria Bores & Mallo, Lisboa (Cat.)[22]
- 2003  Galeria Castelo 66, Lagos [22]
- 2003  Galeria Cristina Guerra, Lisboa[23]
- 2004  Galeria Luis Serpa Projectos, “Sublime Audácia: A Experiência do Passeante - Parte 2c”, Lisboa (Cat)[24][25]
- 2005  Galeria Graça Brandão, "Under the Curtain", Porto [22]
- 2005  Galeria Projecto, "The UnAuthorized Biography of Joao Vilhena", Vila Nova de Cerveira [22]
- 2006  Giefarte, (Gabinete Internacional de Estudos e de Arte), “Superman Series”, Lisboa [22]
- 2007 “Made in Heaven”, Galeria Presença, Porto [26]
- 2008 “Made in Heaven”, Galeria Presenca, Lisboa [22]
- 2010 “Splendor in the Grass”, Galeria das Salgadeiras, Lisboa [27][28]
- 2011 ISEG, ISEG Art Dynamics - 100º Aniversário, “Goya Revisited”, Lisboa [29]
- 2011 ISEG, ISEG Art Dynamics - 100º Aniversário, “Slowed Down Kate, Flipped and inverted, or I just don’t know what to do with myself”, Lisboa [29]
- 2011 “Showcase ”, Galeria Jorge Shirley, Lisboa
- 2012 "Projecto 2",“Art Protesters”, queimar obras em forma de protesto [30][31][32]
- 2014 "E/O", Galeria Luís Serpa Projectos, Comissariado António Cerveira Pinto Lisboa [33]
- 2015 "Timeline - Identidade e Circunstância", Palácio Nacional de Mafra, Mafra (Lisboa)[34][35][36]
- 2015 "Trilogia D'OVO", Museu Nacional de História Natural e Ciência, Comissariado Sofia Marçal, Lisboa [37][38]
- 2016 "Chromafactoryonline.com", www.chromafactoryonline.com, Comissariado Filippo de Tomasi, Lisboa [39]

## Exposições colectivas
- 1997  "NHXXI", Estufa Fria, Lisboa
- 1999  "RAma", Galeria Alvarez, Porto, (Cat.)
- 1999  "Exposed", Galeria ZDB - Casa de Rute, Lisboa
- 1999  "Ramaia", Armazém EPAC, Vila do Bispo (Cat.)[40]
- 2000  "MicroArte", com Marta Wengorovius, Pavilhão de Portugal, Hanôver (Cat.) [41]
- 2000  "2000greenSpaces",  com Marta Wengorovius, Estufa Fria, Lisboa (Cat.) [41][42][43][44]
- 2000  "NonStopingOpening", comissariado por Nuno Alexandre Ferreira, Galeria ZDB, Lisboa [41]
- 2000  ""Une perspective portugaise de l´art contemporain"", Maison de l´Unesco, Paris, com Marta Wengorovious (Cat.)[41]
- 2000  "Exposição da Colecção Banco Privado", comissariado por Vicente Todoli, Museu da Fundação de Serralves [45]
- 2001  "Parthenos", Centro Cultural de Lagos, Lagos (Cat.)
- 2002  " Ar.Co 01", Centro Cultural de Belém, Lisboa (Cat.)
- 2002  “Saló Europeu de Joves Creadors”, Montrouge, França (Cat.)
- 2002  “Expect the world, moi non plus”, Sparwasser HQ and Parkhaus, Berlim, Alemanha
- 2002 “Os quatro elementos”, Museu da Pedra, Cantanhede, Portugal (Cat.)
- 2003 “Prague Biennale 1, 2003”, Galleria Nazionale Veletrzni Palac, Praga, comissariado por Helena Kontova e Giancarlo Politi (Cat.)
- 2003 “Outras alternativas. Novas experiências visuais en Portugal”, MARCO, Museo de Arte Contemporánea de Vigo, Vigo, Espanha, (Cat.)[46][47]
- 2004  "Middelburg 2304AD - Futureways”, curadoria por Rita McBride, Glen Rubsamen, e Rutger Wolfson, em Middelburg, Holanda, com o apoio de De Vleshal em colaboração com o Whitney Museum of American Art (Cat.) [48]
- 2004  Banque Privée Edmond de Rothschild Europe, Lisboa, Portugal
- 2005  “Radicais Libres”, Auditório da Galiza, Espanha, curadoria por Xosé  M. Buxán (Cat)
- 2006  “Densidades Relativas”, Museu Calouste Gulbenkian, Fundação Calouste Gulbenkian, Lisboa, Portugal, curada por Leonor Nazaré, (Cat.)[49][50][51]
- 2007 “ISCP-International Studio& Curatorial Program”, Open Studios, Nova Iorque
- 2007 “ISCP group Show”, curadoria de Michael Lindeman
- 2008 “Desedificar o Homem”, curadoria de Hugo Diniz, Uma selecção da Colecção do Museu Serralves, Torres Vedras (Cat.)
- 2008 “Aquilo Sou Eu” para Safira Serpa, curadoria por Luis Serpa, exposição de auto-retratos de artistas contemporâneas “Aquilo Sou Eu” para Safira e Luis Serpa, Fundação Carmona e Costa, Lisboa, (Cat.) [52]
- 2008 “Afrontamentos 3” Galeria Joao Pedro Rodrigues, Porto
- 2009 “Afrontamentos 4”, Galeria Jorge Shirley, Lisboa [53][54]
- 2009 “Afrontamentos 5”, Galeria Quase - Espaço T, Porto [55][56]
- 2009 “Imagem e Semelhança”, curadoria de Luís Serpa, Museu de Óbidos, Portugal, (Livro “Joao Vilhena - A biografia não Autorizada” e Cat.)[57]
- 2009 Selecção de Obras Recentes, Casa das Mudas, Funchal, Madeira
- 2009 Exibição Fundação Portugal Telecom, Auditório Municipal do Centro de Ponta Delgada, Ponta Delgada, Açores [58]
- 2009 a 2010 Antena — programa de itinerâncias da Fundação de Serralves, curadoria de Hugo Dinis, São João da Madeira,Vila do Conde, Porto, Santo Tirso, Póvoa do Varzim, Matozinhos, Torres Vedras, Guimarães, Ovar [59][60][61][62]
- 2010 “Processo e Transfiguração”, curadoria de João Miguel Fernandes Jorge e Emília Ferreira, Casa da Cerca, Centro de Arte Contemporânea, Almada, Portugal (Cat.)
- 2011 “Afrontamentos 6”, Palácio da Brejoeira, Monção [63]
- 2012 “Coleção de Arte Contemporânea Portugal Telecom”, Lisboa, Museu Municipal de Tavira, Tavira [64][65]
- 2012 “Art Protesters”, mostra global de “video arte”, queimar obras em forma de protesto [31][66][67]
- 2012 “Gabinete de Curiosidades #3”, Lisboa, Galeria Luís Serpa Projectos, Luís Serpa [68]
- 2013 “Apanhar Cogumelos é uma atitude perigosa - parte 2”, Lisboa, Galeria Luís Serpa Projectos, Luís Serpa[69]
- 2013 “Aparências Privadas - Auto-retratos de Artistas Contemporâneos”,Lisboa, Fundação Arpad Szenes-Vieira da Silva, Luís Serpa [70][71]
- 2013 “A Luz da Nossa Identidade”,Palácio da Independência, Lisboa, Francisca Couceiro da Costa [72][73]
- 2014 "Art Stabs Power", Plataforma Revólver, Lisboa [74][75]
- 2014 “Obras da Coleção de Arte Contemporânea da Portugal TELECOM”, Funchal / Madeira, Casa das Mudas, José Manuel de Sainz-Trueva[76][77]
- 2015 "Chuva Obliqua / Oblique Rain", Spatium Gallery,Lincoln / Nebraska, EUA, Justin Maki and TJ Templeton[78]
- 2015 "Chuva Obliqua / Oblique Rain", Museu da Carris, Lisboa, Portugal, comissários Justin Maki and TJ Templeton[79]
- 2016 "Periplo / Arte Portugues de Hoy", CAC Centro de Arte Contemporânea de Málaga, Málaga, Espanha, comissário Fernando Francés, (Cat.)[80]
- 2016 "Espaço Industrial e Cor: Repensar os Limites", Antiga fábrica Sotinco, Baía do Tejo, Barreiro, Portugal, comissário Filippo de Tomasi, Organização Dinamia'Cet / ISCTE [81][82][83][84]

## Algumas colecções públicas e privadas
- Fundação Calouste Gulbenkian, Lisboa, Portugal [85][86][87]
- Colecção Banco Privado Português para Fundação de Serralves, Porto, Portugal [88]
- Museu de Arte Contemporânea Fortaleza de Santiago, Funchal, Madeira [22][89]
- MACUF-Museu de Arte Contemporaneo Unión Fenosa, Galiza, Espanha [22]
- Colecção Telecom Portugal, Fundação Portugal Telecom, Portugal [87][90]
- Colecção Banco Espírito Santo, Portugal [22]
- Banque Privée Edmond de Rothschild Europe, Portugal [22]
- Barbara and Aaron Levine Collection, Estados Unidos [22]
- National Arts Club, Nova Iorque, Estados Unidos [22]
- Fundação PLMJ, Portugal [87][91]
- Fundação Carmona e Costa, Portugal [22]
- Luciano Benetton Collection / Fondazione Benetton, Itália [92]

## Livros e publicações
- "Tráfego, Antologia da Nova Visualidade Portuguesa" coordenação Alexandre Melo / Paulo Cunha e Silva, textos de Alexandre Melo, Fernanda Câncio, João Lopes, João Paulo Cotrim, Maria João Guardão, Maria João Seixas, Vanessa Rato; Ed. Porto 2001.[93]
- "Joao Vilhena",textos de Luiz Francisco Rebello e Alexandre Melo,Fotografias de Joao Vilhena, 64 páginas, Assírio& Alvim, 2002 [94]
- "Joao Vilhena" (textos de Delfim Sardo, Fernando Castro Florez, Alexandre Melo, David Barro), Bores&Mallo Edições, 2002 [95][96]
- “Outras alternativas. Novas experiencias visuais en Portugal" (texto David Barro)  MARCO, Museo de Arte Contemporánea de Vigo (Cat.), 2003
- "1984/2004" Fotoportfolio, Ed.Galeria Luis Serpa Projectos, Lisboa, 2004
- “Densidades Relativas”, Comissariada por Leonor Nazaré, Fundação Calouste Gulbenkian, Lisboa, Portugal, 2005 [49][50]
- "Coordenadas do Corpo na Arte Contemporânea", textos de Eduardo Prado Coelho e de Bárbara Coutinho, Coordenação Elsa Garcia, Miguel de Matos e Paulo Sousa,Umbigo Associação Cultural, Lisboa, 2005 [97][98]
- "An Unauthorized Biography" E-Book, www.freewebs.com/joaovilhena, Projecto de Joao Vilhena,  Textos de I.S., 2005 [99]
- "Beija-me", livro fotográfico com 104 páginas, textos Patrícia Reis, Publicações D.Quixote, Grupo Leya, 2006 [100][101][102][103]
- “Aquilo Sou Eu”, auto-retrato, Fundação Carmona e Costa e Assirio & Alvim, 2008 [104]
- “Biografia não autorizada de Joao Vilhena”, curadoria Luis Serpa Projectos em “Identidade e simulacro” para Junho das Artes 2009 - Óbidos (Ed. Bilingue), 2009
- ISEG Art Dynamics, Catálogo, textos e imagens, design de João Bettencourt Bacelar, Lisboa, ISEG, 2011 [105]
- "Portugal. Open Window To The World - Contemporary artists from Portugal",obras e textos sobre os artistas, inclui textos de Luciano Benetton, Fernando Francés, Filipa Casulo, Itália, 460 páginas, Fabrica (Ponzano Veneto), 2016 [106]

Joao Vilhena participou (e continua a participar) em diversas edições das revistas ”Umbigo”  e “Egoísta”  (nº15 "Amor2"/Maio 2003; nº22 "Coração" /Março 2005; nº26 "Cidade2" / Março 2006; nº29 "Paz" / Dezembro 2006; nº30 "Escrever" / Março 2007; nº38 "Sonho" / Abril 2009; nº41 "Natureza" / Dezembro 2009; nº48 "Cartas" / Março 2012; nº51 "Poesia" / Dezembro 2013; nº52 "Revolucionar" / Abril 2014; nº56 "Família" / Dezembro 2015).

## Prémios e bolsas
- 2001 Bolsa de investigação – Centro Nacional de Cultura (CNC), Lisboa[110]
- 2002 Bolsa de investigação – Fundação Luso-Americana (FLAD)
- 2003 Bolsa de representação na 1ª Bienal de Praga – Fundação Calouste Gulbenkian e Embaixada de Portugal em Praga
- 2003 Prémio de Pintura - Banque Privée Edmond de Rothschild / Ariene de Rothschild Foundation Europe Prize, Lisboa, Portugal [110][111]
- 2006 Bolsa para ISCP - International Studio and Curatorial Program, Nova Iorque - Fundação Calouste Gulbenkian [112]
- 2009 Apoios para desenvolvimento de Projectos Especificos – Fundação Calouste Gulbenkian [113]

## Projectos curatoriais
- 1999  "RAma" –  Galeria Alvarez, Porto, (Cat.)
- 1999  "Ramaia" – Armazém EPAC, Vila do Bispo, (Cat.)
- 2000  "2000greenSpaces" – Estufa Fria, Lisboa, (Cat.)
- 2011  ISEG, ISEG Art Dynamics - 100º Aniversário,Director Artístico Executivo, Lisboa[29]
- 2012 "Art Protesters"[114][115][116] - com João Galrão, projecto web - base de dados contendo protestos contra a extinção do ministério da cultura em Portugal contendo vídeos de artistas oriundos de várias áreas e nacionalidades onde queimam as suas obras.

## Biografia
Joao Vilhena nasceu em Lisboa a 1 de Julho. Na maior parte das referências (catálogos, etc), o ano de nascimento surge como 1978, mas consta também 1980  e 1983 na revista Visão, confundindo a persona por ele criada no âmbito do seu trabalho com os factos reais. Tem vivido em Nova Iorque, Los Angeles, Londres, Piedmont, Lisboa e Oeiras (Portugal). A sua obra integra referências da cultura cinematográfica e literária.
Iniciou a carreira artística, ainda como estudante do primeiro ano, em 1997 na exposição colectiva NHXXI (na Estufa Fria, Lisboa), sendo uma presença regular  desde 2000 no mercado de arte português e internacional, quando começou a fazer parte de algumas das mais importantes colecções de arte em Portugal e, logo depois, a ter as suas primeiras exposições individuais (sendo a primeira em 2002 na Galeria Presença, no Porto).
O estúdio Joao Vilhena recebe por marcação prévia. O artista encontra-se contactável através das galerias com que trabalha. Desde que o galerista Luís Serpa faleceu em 2015 e a Galeria Luís Serpa Projectos encerrou o artista deixou de poder se contactado através desta galeria. Encontra-se representado em diversas colecções públicas e privadas Nacionais e Internacionais (Espanha, França, Itália, Estados Unidos, entre outros). A sua vivência nos Estados Unidos e Europa é uma permanente referência na sua obra.
Em 2005, elabora o projecto de uma biografia não autorizada (editada em Inglês como e-book em 2005 e em Portugal em 2009 numa versão bilingue – Inglês e Português – pelo Óbidos 2009), escrita por I.S  na qual morre, em circunstâncias misteriosas. "Como é possível existir vida depois da morte se Vilhena não é exactamente Jesus Cristo?", perguntou a revista Time Out. Vilhena respondeu: “Estou agora não como corpo mas como entidade, na defesa de uma filosofia. Talvez me tenha tornado mais humano desde que morri.”'. Autor de diversos livros e outras publicações, encena uma representação de si mesmo.
Joao Vilhena é desportista promove ativamente um estilo de vida saudável 